# Trichocentrum morenoi
Trichocentrum morenoi là một loài thực vật có hoa trong họ Lan. Loài này được (Dodson & Luer) M.W.Chase & N.H.Williams mô tả khoa học đầu tiên năm 2001.